# Споживчі товари
Спожи́вчі това́ри — це товари, які купуються для особистого (сімейного) споживання, для задоволення власних потреб. Залежно від споживацьких звичок ці товари підрозділяють на товари повсякденного попиту, товари попереднього вибору, товари особливого попиту, товари пасивного попиту.
Спожи́вчий това́р  — економічний товар, що купується індивідуумами для кінцевого особистого споживання. Споживчі товари включають як товари тривалого користування, наприклад, холодильники, так і товари, що споживаються відразу, наприклад, хліб чи шоколад. Автомобіль чи комп'ютер, куплені для використання в родині, є споживчими товарами, але ті ж товари, куплені для підприємства, розглядаються як засоби виробництва.
- Товари повсякденного попиту — це споживацькі товари та послуги, які зазвичай купуються часто, без розмірковувань, з мінімальним порівнянням з іншими товарами.

- Товари попереднього вибору — товари, що їх споживач у процесі вибору і купівлі, як водиться, порівнює між собою за показниками придатності, якості, ціни і зовнішнього оформлення.

- Товари особливого попиту — споживацькі товари з унікальними характеристиками або марками, заради яких значні групи покупців готові витратити додаткові зусилля.

- Товари пасивного попиту — споживацькі товари, про придбання яких покупець зазвичай не думає, незалежно від того, знає він або не знає про їх існування. Реалізація таких товарів потребує значних маркетингових зусиль.

- Товари малоцінні, неповноцінні — товари, попит на які зменшується при зростанні доходу і збільшується при його скороченні; продукти, що не мають ні «миттєвої привабливості», ні переваг у довгостроковій перспективі.

Товари імпульсивного попиту — товари, рішення про придбання яких покупець приймає не заздалегідь, а в крамниці під впливом реклами чи іншого імпульсу. Звичайно такі товари намагаються продавати всюди, і споживачу не треба їх розшукувати. Так, нерідко сірники і чай у пачках у продовольчих крамницях викладають поруч з касою в розрахунку на те, що інакше покупець може і не подумати про їхнє придбання.
- Товари обов'язкові — товари, що обов'язково є у великій кількості у крамницях у певний сезон, коли попит на них особливо великий.

На відміну від споживчих товарів на ринку присутні товари промислового призначення, тобто товари, призначені для виробництва інших товарів (засоби виробництва). Ще, промисловими товарами можна назвати товари для професійного використання, які застосовуються для промислового (масового) виробництва.

## Ідеальні і реальні товари
- Товар за задумом — спосіб розв'язання проблеми або основна вигода, заради якої споживач придбаває товар.
- Товар ідеальний — конкретний товар, здатний задовольнити певну людську потребу.
- Товар у реальному виконанні — рівень якості, набір властивостей, зовнішнє оформлення, назва марки, упаковка та інші властивості, що в сукупності визначають вигоду від придбання основного товару.
- Товар з підкріпленням — додаткові послуги і переваги для споживача, що створюються на основі товару за задумом і товару в реальному виконанні.